# Gislinge Sogn
Gislinge Sogn er et sogn i Holbæk Provsti (Roskilde Stift).
I 1800-tallet var Gislinge Sogn anneks til Hagested Sogn. Begge sogne hørte til Tuse Herred i Holbæk Amt. Hagested-Gislinge sognekommune blev senere delt så hvert sogn blev en selvstændig sognekommune. Inden kommunalreformen i 1970 gik Hagested ind i Tuse Næs Kommune, der ved selve reformen blev indlemmet i Holbæk Kommune. Gislinge blev indlemmet i Svinninge Kommune, der ved strukturreformen i 2007 også indgik i Holbæk Kommune.
I Gislinge Sogn ligger Gislinge Kirke.
I sognet findes følgende autoriserede stednavne:
- Flinterøgel (bebyggelse)
- Flædekærshuse (bebyggelse)
- Gislinge (bebyggelse, ejerlav)
- Gislingegård (ejerlav, landbrugsejendom)
- Hyldebo (bebyggelse)
- Kærhus (bebyggelse)
- Lille Gislinge (bebyggelse)
- Lundemarkshuse (bebyggelse)
- Skarhutbanke (bebyggelse)